# Fiacha mac Delbaíth
Na mitologia irlandesa, Fiacha (AFI: [ˈfʲiːəxə], por vezes Fiachu, Fiachra ou Fiachna), filho de Delbáeth, dos Tuatha Dé Danann, foi um lendário Grande Rei da Irlanda. De acordo com o Lebor Gabála Érenn, ele assumiu o trono depois que seu pai foi derrubado por Caicher, filho de Nama, irmão de Nechtan. Os Anais dos Quatro Mestres e Geoffrey Keating dizem que ele mesmo destronou o pai. Sua mãe foi Ernmas. Teve três filhas, Banba, Fódla e Ériu, por incesto com a própria mãe. Reinou por dez anos, antes que seu sobrinho Aoi Mac Ollamain fosse assassinado em batalha contra Éogan de Inber.